# Mole Creek Karst nationalpark
Mole Creek Karst nationalpark är en 13,45 km² stor nationalpark i Tasmanien, Australien. Den inrättades den 16 september 1996 för att skydda några av de finaste och mest besökta grottsystemen i delstaten.. Delar av parken ingår i världsarvet Tasmaniens vildmark.
Mole Creek är känt för sina över 300 grottor och slukhål.

## Flora
Större delen av nationalparken är skogbevuxen och domineras av bland annat tasmansk väneukalyptus, jätteeukalyptus och silverakacia.
Slukhålen erbjuder en miljö som är skyddad från bränder och har en hög luftfuktighet. Här finns svartbräken, bedfordia salicina, olearia argophylla, pomaderris apetala och notelaea lingustrina. Regnskogsarter som nothofagus cunninghamii, svart sassafras, pittosporum bicolor, monotoca elliptica och dicksonia antarctica finns också.
Klipporna i grottornas ingångar erbjuder habitat för växter som dianella tasmanica, geranium potentilliodes och Cotula filicula.

## Fauna
Kännedomen om markfaunan är begränsad eftersom ingen omfattande undersökning har gjorts.

### Däggdjur
De större växtätarna som thylogale billardierii, rödhalsad vallaby och nakennosvombat har observerats. Skelettrester från antechinus minimus, pungrävar, ringsvanspungråttor och tasmansk djävul tyder på att dessa är vanliga.

### Fåglar
Fågellivet är rikt och varierat tack vare de växlande miljöerna, de hotade arterna aquila audax fleayi och australisk gråhök har observerats.

### Reptiler och amfibier
Två arter av landormar, notechis ater och drysdalia coronoides liksom två av tio grodarter finns i parken.

### Fiskar
Öring och gadopsis marmoratus finns i karsternas vattendrag.